# Adam Kazimierz Czartoryski
Pour les autres membres de la famille, voir Famille Czartoryski.
Adam Kazimierz Czartoryski (armoiries Pogoń Litewska), né le 1er décembre 1734 à Gdańsk et mort le 19 mars 1823 à Sieniawa, est un aristocrate polonais, membre de la famille princière des Czartoryski, homme politique, homme de lettres et mécène de la république des Deux Nations.
Membre éminent de la faction politique réformatrice de la Familia, fondé par son père et son oncle, il refuse en 1764 d'être candidat au trône de Pologne, laissant le champ libre à son cousin Poniatowski, qui devient le roi Stanislas II Auguste.
Franc-maçon, il participe en 1765 à la fondation de la Société des hommes de lettres de Pologne (Towarzystwo Literatów w Polszcze) et a été directeur de l'Académie du corps des cadets de la noblesse, créée en 1768, puis membre de la Commission de l'éducation nationale, créée en 1773.
Il est avec son épouse à l'origine de la bibliothèque et du musée Czartoryski, toujours existants.

## Biographie

### Origines familiales
Adam Kazimierz Czartoryski est le fils d'August Aleksander Czartoryski (1697-1782), colonel dans l'armée autrichienne et général dans l'armée polonaise, et de son épouse Maria Zofia Sieniawska.
Il est le neveu de Michal Fryderyk, grand chancelier de Lituanie, de Teodor Kazimierz, évêque de Poznań, et de Konstancja, épouse Poniatowski, mère du dernier roi de Pologne, Stanislas II.
Son père et son oncle Michal sont à l'origine, dans les années 1720, de la faction politique de la Familia, qui préconise des réformes du système de gouvernement de la République, afin de le rendre plus efficace, dans une période où le pays est soumis aux pressions de ses puissants voisins (Russie, Prusse et Autriche).

### Formation
Adam Kazimierz reçoit une éducation approfondie, notamment sous la conduite du diplomate Louis-Adrien Duperron de Castera, à laquelle il doit une vaste culture et la connaissance de plusieurs langues.
En 1752, à dix-huit ans, il part pendant un an et demi pour un grand voyage en Europe. Il étudie à Dresde, capitale de l'électorat de Saxe, et à Bruxelles, capitale des Pays-Bas autrichiens, puis en Italie. En 1755, il se rend à Vienne et, en 1757, part achever sa formation en Angleterre. Ce dernier voyage, au cours duquel il rencontre le juriste William Murray, est le plus formateur : il s'y familiarise avec la philosophie, la littérature, le droit et la pensée politique modernes.

### Carrière sous le règne d'Auguste III (1733-1763)
En 1756, succédant à son père, il devient staroste de Podolie.
En 1760, il est député de la voïvodie de Ruthénie (chef-lieu : Lwow) à la Diète. Bien qu'il jouisse d'une grande popularité parmi la noblesse, il préfère la vie d'un intellectuel à une carrière politique. En 1761, il épouse Izabela Flemming, fille unique et héritière de l'immense fortune de Georg Detlev von Flemming.
Actif au sein du parti réformateur créé par les Czartoryski, la Familia, il fonde en 1763 un magazine, Monitor, précurseur du Monitor édité sous les auspices du roi à partir de 1764.

### Carrière sous le règne de Stanislas II (1764-1795)
Après l'élection en 1764 comme roi de Pologne de son cousin Stanislas Antoine Poniatowski, qui devient Stanislas II Auguste, Adam Kazimierz Czartoryski s'implique dans la création d'une école d'élite destinée à former les officiers de la république des Deux Nations : l'Académie du corps des cadets de la noblesse dont il devient le directeur (1768). Il recrute les professeurs et rédige pour l'école deux manuels : Catéchisme des cadets et Diverses définitions à travers des questions et des réponses pour le Corps de cadets. À son initiative, l'école se dote d'une scène de théâtre.
En 1773, Czartoryski rejoint la Commission de l'éducation nationale, chargée d'organiser l'enseignement à la suite de la suppression de la Compagnie de Jésus.
En 1782, à la mort de son père, il reçoit un héritage de 65 millions de zlotys (sa sœur ne reçoit que 40 millions). En 1785, Czartoryski se retire dans son domaine de Puławy où il organise un centre culturel indépendant, bientôt surnommé l'« Athènes de Pologne », avec une grande bibliothèque et une importante collection d'œuvres d'art. Les principales personnalités de l'élite intellectuelle y séjournent régulièrement. Il y fonde également une école dans laquelle enseignent, entre autres, l'économiste Pierre Samuel du Pont de Nemours et le mathématicien Simon Antoine Jean L'Huillier.
Czartoryski est partisan des réformes menées à l'époque de la Grande Diète (1788-1791), en particulier la Constitution du 3 mai 1791.
Il refuse de rejoindre la confédération de Targowica, qui regroupent les adversaires de la constitution, et prend part aux efforts pour résister à la menace russe. Il participe à une mission diplomatique en 1792 à Vienne pour gagner l'Autriche et la Prusse à la cause de la Pologne, confrontée à la Russie dans la guerre de défense de la Constitution, mais sans les résultats espérés. La Pologne vaincue doit abroger la constitution de 1791 et accepter le deuxième partage (diète de Grodno, 1793).

### Après letroisième partage de la Pologne(1795)
Après la défaite de l'insurrection de Kościuszko de 1794 et le troisième partage de la Pologne (1795) qui met fin à l'existence de la république des Deux Nations, la tsarine Catherine II confisque la plus grande partie de ses biens situés dans les territoires annexés par la Russie, et exige que ses fils Adam Jerzy et Konstanty Adam soient envoyés à la cour de Saint-Pétersbourg.
Czartoryski se consacre désormais au travail scientifique et reste actif au sein de la Société des Amis des sciences. Il est mécène des travaux de Samuel Linde (en) sur le premier dictionnaire de la langue polonaise.
En 1808, il est nommé feld-maréchal autrichien, certains de ses domaines se trouvant en territoire autrichien. Cependant, pendant les guerres napoléoniennes, il refuse de former une légion polonaise qui combattrait du côté de l'Autriche, en prétextant une maladie.
À l'époque du duché de Varsovie (1807-1815), il est maréchal de la diète.
En 1812, Czartoryski, âgé de soixante-dix-huit ans, distribue ses biens (25 villes et 450 villages) à ses enfants.
De 1815 à sa mort en 1823, il vit retiré dans ses domaines, cultivant les lettres.

### L'auteur
Czartoryski est l'auteur de sept œuvres dramatiques dont la plus importante, Mademoiselle à marier (1771), est plus connue pour sa préface sur les règles de la composition classique et le principe de trois unités, que pour ses valeurs propres.
Czartoryski est lui-même conscient qu'il est meilleur théoricien que dramaturge. Si les règles postulées par lui se révèlent rapidement anachroniques face au « théâtre bourgeois » en plein essor en Pologne dans les années suivantes, elles restent la preuve de l'érudition de cet aristocrate savant.

## Généalogie

### Mariage et descendance
Izabela Flemming lui donne pour enfants :
- Teresa (1765-1780),
- Maria Anna (1768-1854), épouse du duc Louis-Frédéric de Wurtemberg,
- Adam Jerzy (1770-1861), marié avec  Anna Zofia Sapieha
- Konstanty Adam (1773-1860) marié avec Aniela Radziwiłł, puis Maria Dzierżanowska
- Zofia Czartoryska (1778-1837), épouse de Stanisław Kostka Zamoyski (pl),
- Gabriela Konstancja (1780-1780)